# 宮野隆
宮野 隆  (みやの たかし、1950年12月25日 - )は、日本のアニメーション美術監督。

## 参加作品
- 超電磁ロボ コン・バトラーV (1976年、美術)
- 超電磁マシーン ボルテスV (1977年、美術)
- 闘将ダイモス (1978年、美術)
- 未来ロボ ダルタニアス  (1979年、基本設定)
- 無敵ロボ トライダーG7 (1980年、美術)
- 忍者ハットリくん (1981年、美術監督)
- 仮面の忍者 赤影 (1987年、美術)
- 笑ゥせぇるすまん (1989年、美術監督)
- 今日から俺は!! (1993年、美術監督) 2～5話、9話～
- ウメ星デンカ 宇宙の果てからパンパロパン! (1994年、美術監督)
- カラオケ戦士マイク次郎 (1994年、美術)
- 飛べ!イサミ (1995年、美術監督)
- 秘境探検ファム&イーリー RUIN・EXPLORER (1995年、美術監督)
- ルパン三世 トワイライト☆ジェミニの秘密 (1996年、美術監督)
- ルパン三世 ワルサーP38 (1997年、美術監督)
- ルパン三世 炎の記憶〜TOKYO CRISIS〜 (1998年、美術監督)
- スーパードール★リカちゃん (1998年、美術監督)
- スーパードール★リカちゃん リカちゃん絶体絶命! ドールナイツの奇跡 (1999年、美術監督)
- ルパン三世 1$マネーウォーズ (2000年、美術監督)
- 地球防衛家族 (2001年、美術監督 中村隆と共同)
- ルパン三世 アルカトラズコネクション (2001年、美術監督)
- ルパン三世 生きていた魔術師 (2002年、美術監督)
- ルパン三世 EPISODE:0 ファーストコンタクト (2002年、美術監督)
- ルパン三世 お宝返却大作戦!! (2003年、美術監督 岡部真由美と共同)
- 京極夏彦 巷説百物語 (2003年、美術監督)
- 新ゲッターロボ (2004年、美術)
- スーパーロボット大戦ORIGINAL GENERATION THE ANIMATION (2005年、美術)
- ルパン三世 天使の策略 〜夢のカケラは殺しの香り〜 (2005年、美術監督)
- 落語天女おゆい (2006年、美術監督)
- LUPIN the Third -峰不二子という女- (2012年、美術設定)
- いたずら魔女と眠らない街 (2017年、美術設定 福留嘉一、劉雨軒と共同)
- Lapis Re:LiGHTs (2020年、美術設定)
- ジャーニー 太古アラビア半島での奇跡と戦いの物語 (2021年、美術監督 渡邊洋一、川松由典と共同)